# Jason Miller (lottatore)
Jason Nicholas Miller (Fayetteville, 24 dicembre 1980) è un ex lottatore di arti marziali miste statunitense.
Ha combattuto prevalentemente nelle categorie dei pesi medi e pesi welter ed è stato campione dei pesi welter Superbrawl e campione dei pesi medi Icon Sport; ha lottato a più riprese nella prestigiosa organizzazione UFC, perdendo però tutti gli incontri.
Pur non essendo considerato un top fighter dalla maggioranza dei critici sportivi, Miller vanta un grande numero di fan e un'immagine costruita sulla spettacolarità dei suoi ingressi nel ring e del suo gesticolare durante i match, tanto che tra il 2011 ed il 2012 il sito specializzato mixedmartialarts.com lo classificava come il terzo lottatore di MMA più popolare al mondo ed ha ricevuto il premio Most Memorable Ring Entrance ai Fighters Only World MMA Awards nel 2010 e 2011. Ciò nonostante ha comunque avuto ottima visibilità come atleta, avendo lottato per i titoli Dream e Strikeforce di categoria e avendo partecipato alla quattordicesima stagione del reality show The Ultimate Fighter in qualità di allenatore.
Si è ritirato nel 2012 a seguito della sua terza sconfitta in carriera nella promozione UFC.

## Carriera nelle arti marziali miste

### Inizi
La carriera da lottatore professionista di Miller inizia ufficialmente nel 2001 con la federazione Rage in the Cage; nei tre anni successivi combatterà in una moltitudine di organizzazioni minori di arti marziali miste dove avrà la possibilità di confrontarsi con allora promesse dello sport come Chael Sonnen (incontro da cui Miller esce sconfitto), Denis Kang e Tim Kennedy.
Nel 2003 prende parte al torneo Superbrawl dei pesi welter, che vince nel 2004 sconfiggendo Ronald Jhun per sottomissione.

### Ultimate Fighting Championship: l'esordio
Miller si presenta in UFC nel 2005 con un record di 12-3: il suo esordio si tiene all'evento UFC 52: Couture vs. Liddell 2 dove affronta la futura leggenda della categoria welter Georges St-Pierre, perdendo ai punti un incontro sanguinoso. Già dopo questa prima sconfitta, Miller viene rilasciato dalla UFC.

### WEC, Dream e Strikeforce
Miller torna a lottare per organizzazioni di secondo piano e passa ai pesi medi: nel 2006 vince il titolo Icon Sport di categoria sconfiggendo Robbie Lawler per sottomissione, ma già all'incontro successivo si deve arrendere a Frank Trigg. Nel 2007 Miller combatte anche un incontro per l'organizzazione World Extreme Cagefighting vincendolo.
Nel 2008 passa alla federazione giapponese Dream e partecipa al Dream Middle Weight Grandprix 2008, dove verrà sconfitto ai quarti di finale da Ronaldo Souza. Nonostante ciò il titolo dei pesi medi Dream verrà lasciato vacante dal vincitore del torneo Gegard Mousasi, passato ai pesi mediomassimi, e quindi si rinnova la sfida tra Miller e Souza, questa volta per il titolo: finirà in un No Contest per un calcio illegale sferrato da Miller.
Nel 2009 Miller viene fatto entrare nell'organizzazione Strikeforce da protagonista e infatti gli viene data subito la possibilità di lottare per il titolo dei pesi medi contro Jake Shields; Miller tuttavia perderà ai punti.
Nel suo incontro successivo, il 17 aprile 2010, Miller sconfigge Stout e la sera stessa Shields difende il proprio titolo da Dan Henderson; durante l'intervista a Shields una volta finito l'incontro, Miller interrompe l'intervista stessa senza autorizzazione e al microfono chiede a Shields una rivincita per la cintura: mentre la reazione di Shields è abbastanza contenuta, quella dei compagni di quest'ultimo è ben più aggressiva, dato che prima Gilbert Melendez spinge violentemente Miller in un angolo della gabbia e poi i fratelli Nate e Nick Diaz lo colpiscono; in particolare Nick Diaz sferra un pugno al volto di Miller e dà l'avvio definitivo alla rissa. Successivamente Miller ha espressamente lanciato la sfida a Nick Diaz.

### Ritorno nella UFC
Miller torna in UFC come allenatore nella quattordicesima serie del reality show The Ultimate Fighter contrapposto al britannico Michael Bisping, dove allena lottatori del calibro di Jake Ellenberger e John Dodson.
Questa è stata la prima edizione al cui termine si sarebbero sfidati sul ring i due allenatori e ciò avvenne il 3 dicembre 2011: dopo un primo round di buon ritmo, con Miller che dà dimostrazione della sua ottima abilità nelle prese, dalla metà del secondo round lo statunitense cala tremendamente e diventa un sacco da boxe per Bisping che lo costringe al KO tecnico. Dopo l'incontro il presidente della UFC Dana White ha aspramente criticato la prestazione di Miller, definendola la peggiore mai vista in tutta la sua vita e una cosa stranissima per un lottatore attivo nel professionismo da più di dieci anni; Miller stesso in un'intervista ha dato ragione al suo datore di lavoro.
Nel 2012 Miller non riesce comunque a rifarsi e viene sconfitto pure dal modesto C.B. Dollaway: dopo quell'incontro la UFC decise di allontanarlo per la seconda volta e come promesso da Miller stesso si ritirò dall'attività agonistica, chiudendo la sua carriera con un record personale di 24-9.

## Risultati nelle arti marziali miste
| Risultato  | Record    | Avversario        | Metodo                                  | Evento                                               | Data              | Round | Tempo | Città                        | Note                                            |
| ---------- | --------- | ----------------- | --------------------------------------- | ---------------------------------------------------- | ----------------- | ----- | ----- | ---------------------------- | ----------------------------------------------- |
| Sconfitta  | 24-10 (1) | Mattia Schiavolin | Sottomissione (Rear-naked choke)        | Venator FC 3                                         | 21 maggio 2016    | 2     | 3:18  | Milano, Italia               | Mayem mancò il peso di 24 libbre                |
| Sconfitta  | 24-9 (1)  | C.B. Dollaway     | Decisione (unanime)                     | UFC 146: Dos Santos vs. Mir                          | 26 maggio 2012    | 3     | 5:00  | Las Vegas, Stati Uniti       |                                                 |
| Sconfitta  | 24–8 (1)  | Michael Bisping   | KO Tecnico (ginocchiate e pugni)        | The Ultimate Fighter 14 Finale                       | 3 dicembre 2011   | 3     | 3:34  | Las Vegas, Stati Uniti       |                                                 |
| Vittoria   | 24–7 (1)  | Kazushi Sakuraba  | Sottomissione (triangolo di braccia)    | Dream 16                                             | 25 settembre 2010 | 1     | 2:09  | Nagoya, Giappone             |                                                 |
| Vittoria   | 23–7 (1)  | Tim Stout         | KO Tecnico (pugni)                      | Strikeforce: Nashville                               | 17 aprile 2010    | 1     | 3:09  | Nashville, Stati Uniti       |                                                 |
| Sconfitta  | 22–7 (1)  | Jake Shields      | Decisione (unanime)                     | Strikeforce: Fedor vs. Rogers                        | 7 novembre 2009   | 5     | 5:00  | Hoffman Estates, Stati Uniti | Per il titolo dei Pesi Medi Strikeforce         |
| No Contest | 22–6 (1)  | Ronaldo Souza     | No Contest (ferita per calcio illegale) | Dream.9: Feather Weight Grand Prix 2009 Second Round | 26 maggio 2009    | 1     | 2:33  | Yokohama, Giappone           | Per il titolo dei Pesi Medi Dream               |
| Vittoria   | 22–6      | Kala Hose         | Sottomissione (rear naked choke)        | Kingdom MMA: Miller vs. Hose                         | 18 aprile 2009    | 1     | 2:27  | Honolulu, Stati Uniti        |                                                 |
| Sconfitta  | 21–6      | Ronaldo Souza     | Decisione (unanime)                     | DREAM.4 Middle Weight Grandprix 2008 2nd Round       | 15 giugno 2008    | 2     | 5:00  | Yokohama, Giappone           | Dream Middleweight Grand Prix, Quarti di finale |
| Vittoria   | 21–5      | Katsuyori Shibata | KO Tecnico (colpi)                      | DREAM.3 Light Weight Grandprix 2008 2nd Round        | 11 maggio 2008    | 1     | 6:57  | Saitama, Giappone            | Dream Middleweight Grand Prix, Primo turno      |
| Vittoria   | 20–5      | Tim Kennedy       | Decisione (unanime)                     | HDNet Fights – Reckless Abandon                      | 15 dicembre 2007  | 3     | 5:00  | Dallas, Stati Uniti          |                                                 |
| Vittoria   | 19–5      | Hiromitsu Miura   | Decisione (unanime)                     | WEC 27: Marshall vs. McElfresh                       | 12 maggio 2007    | 3     | 5:00  | Las Vegas, Stati Uniti       | Debutto in WEC                                  |
| Vittoria   | 18–5      | Hector Urbina     | KO Tecnico (pugni)                      | Icon Sport: Epic                                     | 31 marzo 2007     | 1     | 1:11  | Honolulu, Stati Uniti        |                                                 |
| Sconfitta  | 17–5      | Frank Trigg       | KO Tecnico (soccer kick)                | Icon Sport – Mayhem vs Trigg                         | 1º dicembre 2006  | 2     | 2:53  | Honolulu, Stati Uniti        | Perde il titolo dei Pesi Medi Icon Sport        |
| Vittoria   | 17–4      | Robbie Lawler     | Sottomissione (triangolo di braccio)    | Icon Sport – Mayhem vs Lawler                        | 2 settembre 2006  | 3     | 2:50  | Honolulu, Stati Uniti        | Vince il titolo dei Pesi Medi Icon Sport        |
| Vittoria   | 16–4      | Lodune Sincaid    | Sottomissione (rear naked choke)        | WFA: King of the Streets                             | 22 luglio 2006    | 1     | 4:29  | Los Angeles, Stati Uniti     |                                                 |
| Vittoria   | 15–4      | Stefan Gamlin     | Sottomissione (triangolo di braccio)    | Icon Sport – Mayhem vs Giant                         | 26 maggio 2006    | 1     | 0:46  | Honolulu, Stati Uniti        |                                                 |
| Vittoria   | 14–4      | Falaniko Vitale   | Sottomissione (rear naked choke)        | Icon Sport – Opposites Attract                       | 28 ottobre 2005   | 2     | 2:41  | Honolulu, Stati Uniti        | Passa ai Pesi Medi                              |
| Vittoria   | 13–4      | Mark Moreno       | Sottomissione (armbar)                  | Superbrawl – Icon                                    | 23 luglio 2005    | 1     | 4:54  | Honolulu, Stati Uniti        |                                                 |
| Sconfitta  | 12–4      | Georges St-Pierre | Decisione (unanime)                     | UFC 52: Couture vs. Liddell 2                        | 16 aprile 2005    | 3     | 5:00  | Las Vegas, Stati Uniti       | Debutto in UFC                                  |
| Vittoria   | 12–3      | Ronald Jhun       | Sottomissione (triangolo di braccio)    | SB 37 – SuperBrawl 37                                | 16 ottobre 2004   | 2     | -     | Honolulu, Stati Uniti        | Vince il titolo dei Pesi Welter Superbrawl      |
| Vittoria   | 11–3      | Egan Inoue        | KO Tecnico (stop medico)                | SB 32 – SuperBrawl 32                                | 5 dicembre 2003   | 2     | 5:00  | Honolulu, Stati Uniti        |                                                 |
| Vittoria   | 10–3      | Sean Taylor       | Sottomissione (triangolo)               | SB 31 – SuperBrawl 31                                | 20 settembre 2003 | 2     | 3:32  | Honolulu, Stati Uniti        |                                                 |
| Vittoria   | 9–3       | Mark Longworth    | Sottomissione (ghigliottina)            | PFC – Put Up or Shut Up                              | 23 agosto 2003    | 2     | -     | Upland, Stati Uniti          |                                                 |
| Vittoria   | 8–3       | Jay Buck          | Decisione (non unanime)                 | SB 30 – Collision Course                             | 13 giugno 2003    | 3     | 3:00  | Honolulu, Stati Uniti        |                                                 |
| Sconfitta  | 7–3       | Tim Kennedy       | Decisione (unanime)                     | EC 50 – Extreme Challenge 50                         | 23 febbraio 2003  | 3     | 5:00  | Salt Lake City, Stati Uniti  |                                                 |
| Vittoria   | 7–2       | Denis Kang        | Sottomissione (rear naked choke)        | EC 50 – Extreme Challenge 50                         | 23 febbraio 2003  | 2     | 1:41  | Salt Lake City, Stati Uniti  |                                                 |
| Vittoria   | 6–2       | Todd Carney       | KO Tecnico (stop medico)                | FFP – February Fight Party                           | 1º febbraio 2003  | 1     | 2:31  | Atlanta, Stati Uniti         |                                                 |
| Sconfitta  | 5–2       | Todd Carney       | Sottomissione (ghigliottina)            | ISCF – Atlanta                                       | 16 agosto 2002    | 1     | 1:32  | Atlanta, Stati Uniti         |                                                 |
| Vittoria   | 5–1       | Phil Ensminger    | Sottomissione (triangolo)               | RFC1 – The Beginning                                 | 13 luglio 2002    | 1     | 3:23  | Las Vegas, Stati Uniti       |                                                 |
| Vittoria   | 4–1       | Toby Imada        | Decisione                               | XP 2 – Xtreme Pankration 2                           | 12 aprile 2002    | 2     | 5:00  | Los Angeles, Stati Uniti     |                                                 |
| Sconfitta  | 3–1       | Chael Sonnen      | Decisione (unanime)                     | HFP 1 – Rumble on the Reservation                    | 30 marzo 2002     | 2     | 5:00  | Anza, Stati Uniti            |                                                 |
| Vittoria   | 3–0       | Todd Carney       | Sottomissione (rear naked choke)        | ISCF – Battle at the Brewery 2001                    | 8 dicembre 2001   | 2     | 2:53  | Atlanta, Stati Uniti         |                                                 |
| Vittoria   | 2–0       | Brian Warren      | Sottomissione (rear naked choke)        | UP 1 – Ultimate Pankration 1                         | 11 novembre 2001  | 1     | 3:15  | Cabazon, Stati Uniti         |                                                 |
| Vittoria   | 1–0       | Tommy Laguwans    | KO Tecnico (ritiro)                     | RITC 27 – Rage in the Cage 27                        | 28 aprile 2001    | 1     | 3:00  | Phoenix, Stati Uniti         |                                                 |

## Dopo il ritiro
Miller nel 2013 venne arrestato dalla polizia della contea di Orange con l'accusa di violenza domestica ai danni della sorella.